# Olympische Sommerspiele 1972/Teilnehmer (Syrien)
| Gelbes Symbol für Goldmedaillen mit stilisierten Olympischen Ringen | Graues Symbol für Silbermedaillen mit stilisierten Olympischen Ringen | Braundes Symbol für Bronzemedaillen mit stilisierten Olympischen Ringen |
| ------------------------------------------------------------------- | --------------------------------------------------------------------- | ----------------------------------------------------------------------- |
| —                                                                   | —                                                                     | —                                                                       |

Syrien nahm an den Olympischen Sommerspielen 1972 in München mit einer Delegation von fünf Athleten (vier Männer und eine Frau) an vier Wettkämpfen in drei Sportarten teil. Es konnte keine Medaille gewonnen werden. Fahnenträger bei der Eröffnungsfeier war der Sportschütze Mounzer Khatib.

## Teilnehmer nach Sportarten

### Leichtathletik
Frauen
- Malak El-Nasser

### Ringen
- Mohieddin El-Sas
- Fawzi Salloum

### Schießen
- Mounzer Khatib
- Joseph Mesmar